# Theodore Reed
Jay Theodore Reed (Cincinnati, 18 giugno 1887 – San Diego, 22 febbraio 1957) è stato un regista, produttore cinematografico, attore e sceneggiatore statunitense.
Dal 1933 al 1934 fu presidente dell'Academy of Motion Picture Arts and Sciences (AMPAS), che, nata nel 1927 come organizzazione per il miglioramento e la promozione mondiale del cinema, nel 1929 creò il Premio Oscar.
Amico di Douglas Fairbanks, collaborò spesso con lui a vario titolo, sia come sceneggiatore, regista o attore, dirigendolo in Come presi moglie, il suo film d'esordio come regista.

## Filmografia

### Regista
- Come presi moglie (The Nut) (1921)
- Lady Be Careful (1936)
- Double or Nothing (1937)
- Tropic Holiday (1938)
- I'm from Missouri (1939)
- What a Life (1939)
- Those Were the Days! (1940)
- Life with Henry (1940)
- Her First Beau (1941)

### Regista seconda unità o aiuto
- Douglas superstizioso o Quando le nuvole volano via (When The Clouds Roll By), regia di Victor Fleming - assistente (1919)
- Un pulcino nella stoppa (The Mollycoddle), regia di Victor Fleming - assistente (1920)
- Il segno di Zorro (The Mark Of Zorro), regia di Fred Niblo - regista seconda unità, non accreditato (1920)
- The Big Broadcast of 1938, regia di Mitchell Leisen e James P. Hogan - regista (non accreditato) di due sequenze (1938)

### Produttore cinematografico
- Lady Be Careful, regia di Theodore Reed (1936)
- What a Life, regia di Theodore Reed (1939)
- Those Were the Days!, regia di Theodore Reed (1940)
- Life with Henry, regia di Theodore Reed (1940)
- Si svelarono le stelle (Song of My Heart), regia di Benjamin Glazer (1948)

### Attore
- One Hundred Percent American, regia di Arthur Rosson - cortometraggio (1918)
- Douglas l'avventuriero dilettante (The Knickerbocker Buckaroo), regia di Albert Parker (1919)
- Il conquistatore dell'India (Clive of India), regia di Richard Boleslawski (1935)

### Sceneggiatore
- Dite un po' giovinotto! (Say! Young Fellow), regia di Joseph Henabery (1918)
- Il cavaliere dell'Arizona (Arizona), regia di Douglas Fairbanks e Albert Parker (1918)
- Douglas l'avventuriero dilettante (The Knickerbocker Buckaroo), regia di Albert Parker (1919)

## Galleria d'immagini

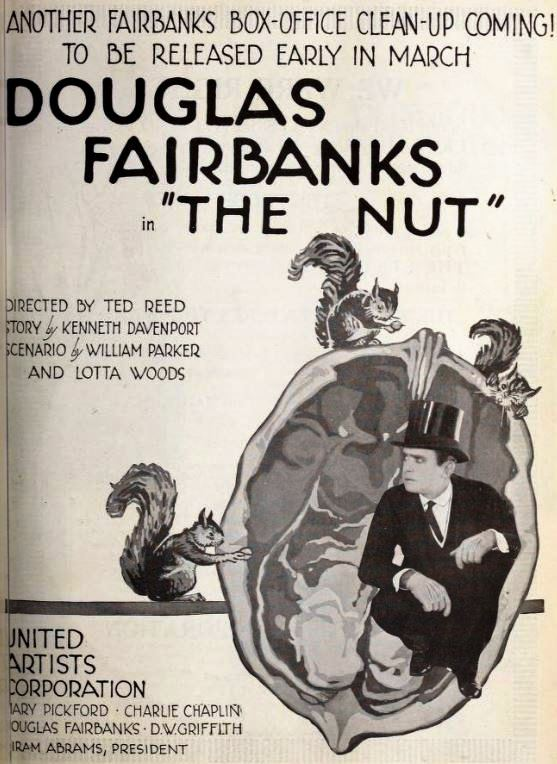
Come presi moglie (1921)